# 灰竿竹
灰竿竹（学名：Bambusa polymorpha）为禾本科簕竹属下的一个种。

## 扩展阅读
- 維基物種上的相關：灰竿竹